# Eunice brevis
Eunice brevis är en ringmaskart som först beskrevs av Ehlers 1887.  Eunice brevis ingår i släktet Eunice och familjen Eunicidae. Inga underarter finns listade i Catalogue of Life.